# Dalmacio Sobrón
Dalmacio Hegesipo Sobrón, (né le 7 avril 1927 à Buenos Aires et mort le 21 mai 1996 à Córdoba) est un homme d'Église, jésuite, professeur d'université, philosophe, historien de l'art et théologien argentin.

## Biographie
Dalmacio Sobrón réalise ses premières études au Colegio De La Salle puis fait des études de droit à l'Université de Buenos Aires. Entre les années 1948 et 1949, ils réalisent des études particulières d'art en Italie, France et en Espagne. Le 11 mars 1950, il entre à la Compagnie de Jésus. Il obtient une licence en philosophie à la Faculté de Philosophie et de Théologie de San Miguel en 1956. Il est ordonné prêtre à Buenos Aires en 1962. Un an plus tard, il obtient une licence en théologie à la même Faculté de San Miguel.
Entre 1965 et 1971, il travaille à l'Université Catholique de Cordoba. En 1979, il devient Docteur en Histoire de l'Art médiéval et moderne à l'Université de Rome « La Sapienza », avec une thèse intitulée «Giovanni Andrea Bianchi (Andrés  Blanqui S.J.) e l'Architettura Coloniale Argentina», dirigée par Valentino Martinelli.
Il retourne ensuite à l'Université Catholique de Cordoba où il enseigne dans la Faculté d'Architecture.
L'État italien le fait Chevalier de l'Ordre du Mérite de la République italienne.
La bibliothèque de l'Université Catholique de Cordoba a une collection qui porte son nom.

## Œuvres
- (es) Giovanni Andrea Bianchi: Un arquitecto italiano en los albores de la Arquitectura Colonial Argentina, Ed. Corregidor, Buenos Aires, 1997.
- (es) Arte Como Trascendencia. Escritos Sobre Arquitectura y Arte, collection posthume d'écrits, Université Catholique de Cordoba, Cordoba, 2003,  (ISBN 9789872084691)